# Four Sail
Four Sail è il quarto album discografico del gruppo musicale rock statunitense Love, pubblicato nel 1969.

## Tracce
Tutte le tracce sono di Arthur Lee tranne dove indicato.
Side 1
1. August – 5:00
2. Your Friend and Mine - Neil's Song – 3:40
3. I'm With You – 2:45
4. Good Times – 3:30
5. Singing Cowboy (Lee, Jay Donnellan) – 4:30

Side 2
1. Dream – 2:49
2. Robert Montgomery – 3:34
3. Nothing – 4:44
4. Talking in My Sleep – 2:50
5. Always See Your Face – 3:30

## Formazione
- Arthur Lee - chitarra, piano, conga, armonica, voce
- Jay Donnellan - chitarra
- Frank Fayad - basso, cori
- George Suranovich - batteria, cori (1,5-10)
- Drachen Theaker - batteria (2-4)